# Saline County (Kansas)
Saline County je okres ve státě Kansas v USA. K roku 2010 zde žilo 55 606 obyvatel. Správním městem okresu je Salina. Celková rozloha okresu činí 1 868 km². Byl pojmenován podle řeky Saline River.